# 9/11 Living Memorial Plaza
Die 9/11 Living Memorial Plaza ist eine Gedenkstätte auf einer Anhöhe im Arazim-Tal bei Ramot, Jerusalem, Israel. Der ca. 2 ha große Platz wurde als Gedenkstätte zur Erinnerung an die Opfer der Terroranschläge am 11. September 2001 errichtet.

## Monument
Das Kenotaph misst etwa 10 Meter und besteht aus Granit, Bronze und Aluminium. Er hat die Form einer amerikanischen Flagge, die sich in der Spitze in eine Flamme umwandelt. Ein Stück von geschmolzenem Metall aus den Trümmern der Twin Towers ist Teil des Fundaments, auf der das Denkmal ruht. Durch eine Glasscheibe kann das Metallstück betrachtet werden. Die Namen der Opfer wurden auf der Metallplatte und der kreisförmigen Wand eingraviert. Das Denkmal befindet sich in Sichtweite zum Har HaMenuchot, dem Hauptfriedhof in Jerusalem.
Es ist das einzige Denkmal außerhalb der Vereinigten Staaten, das alle Namen der fast 3000 Opfer der 9/11-Angriffe auflistet.
Das Ehrenmal wurde von dem israelischen Designer Eliezer Weishoff gestaltet. Es wurde vom Jüdischen Nationalfonds (JNF / KKL) zu einem Preis von 2.000.000 US$ in Auftrag gegeben. Die Einweihungsfeier fand am 12. November 2009 in Anwesenheit des US-Botschafters in Israel, James B. Cunningham, sowie Mitgliedern der Knesset und Angehörigen der Opfer statt.

## Besonderheiten
Israel hat Briefmarken mit einer Abbildung des 9/11 Living Memorial Plaza herausgegeben, um an die World-Trade-Center-Opfer zu erinnern. Auch sind in Israel Münzen und Medaillen verfügbar, die das 9/11 Living Memorial abbilden.

## Galerie

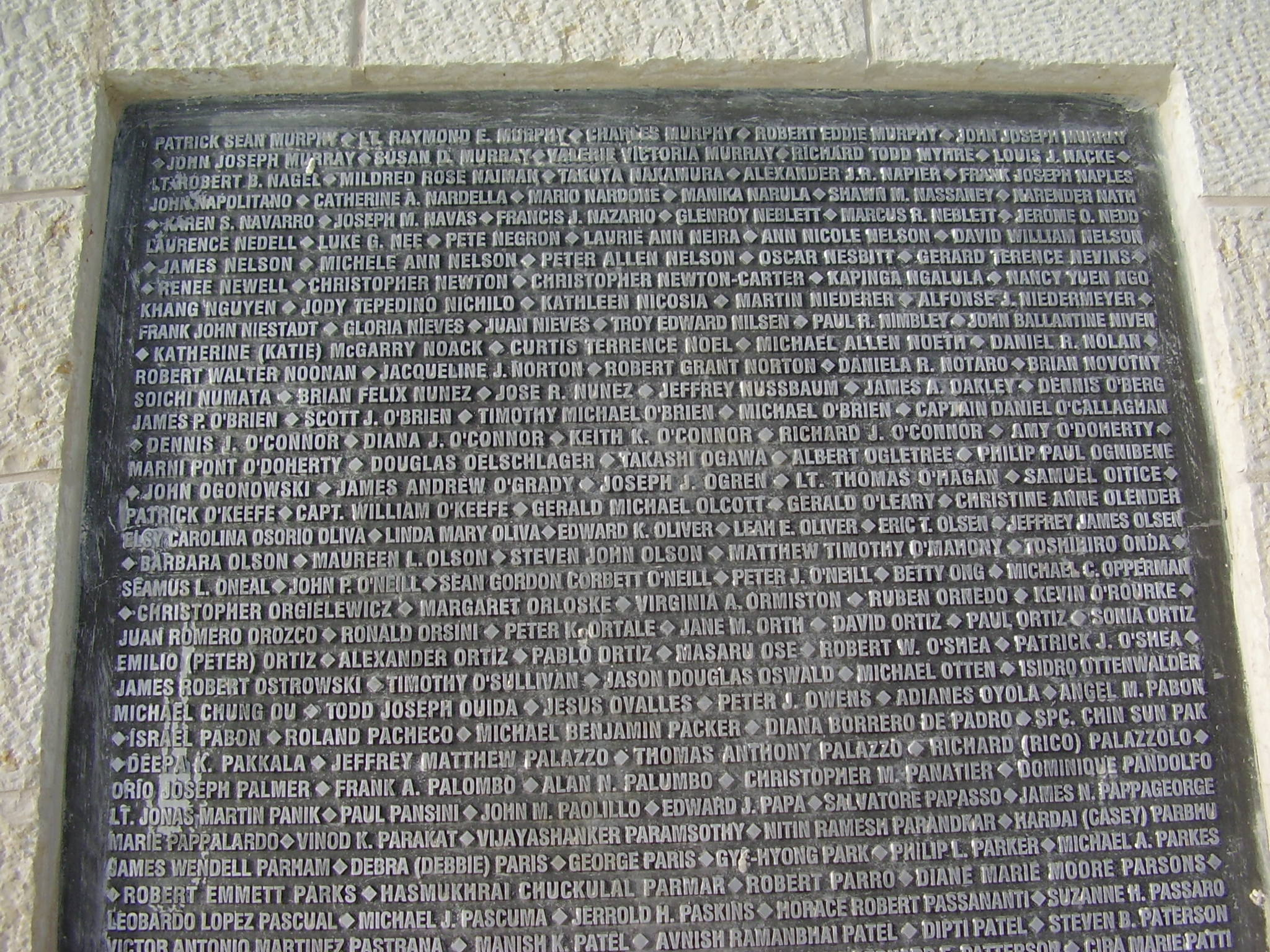
Tafel mit Namen der 9/11-Opfer
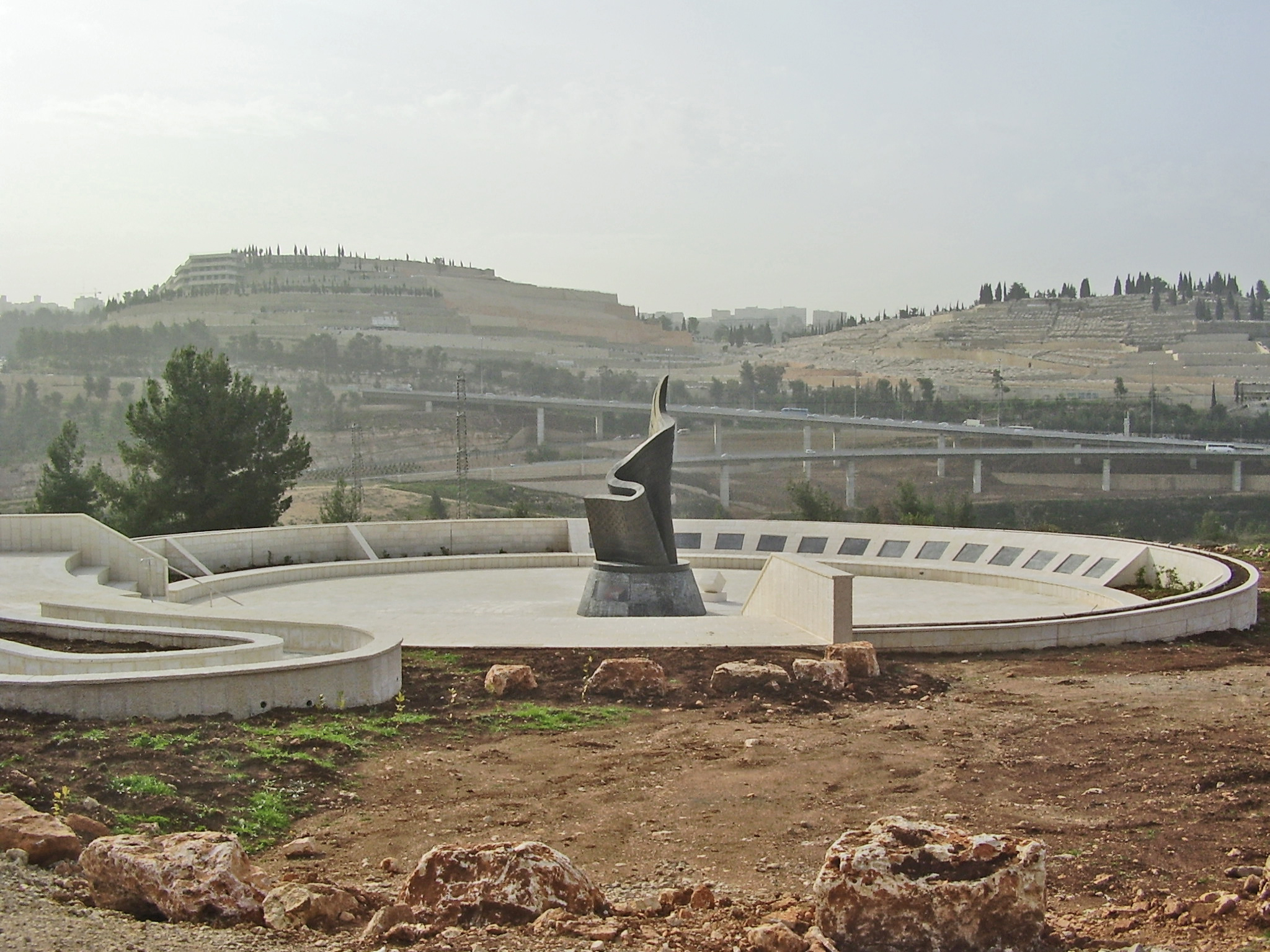
Ansicht der Gedenkstätte vor dem Har HaMenuchot
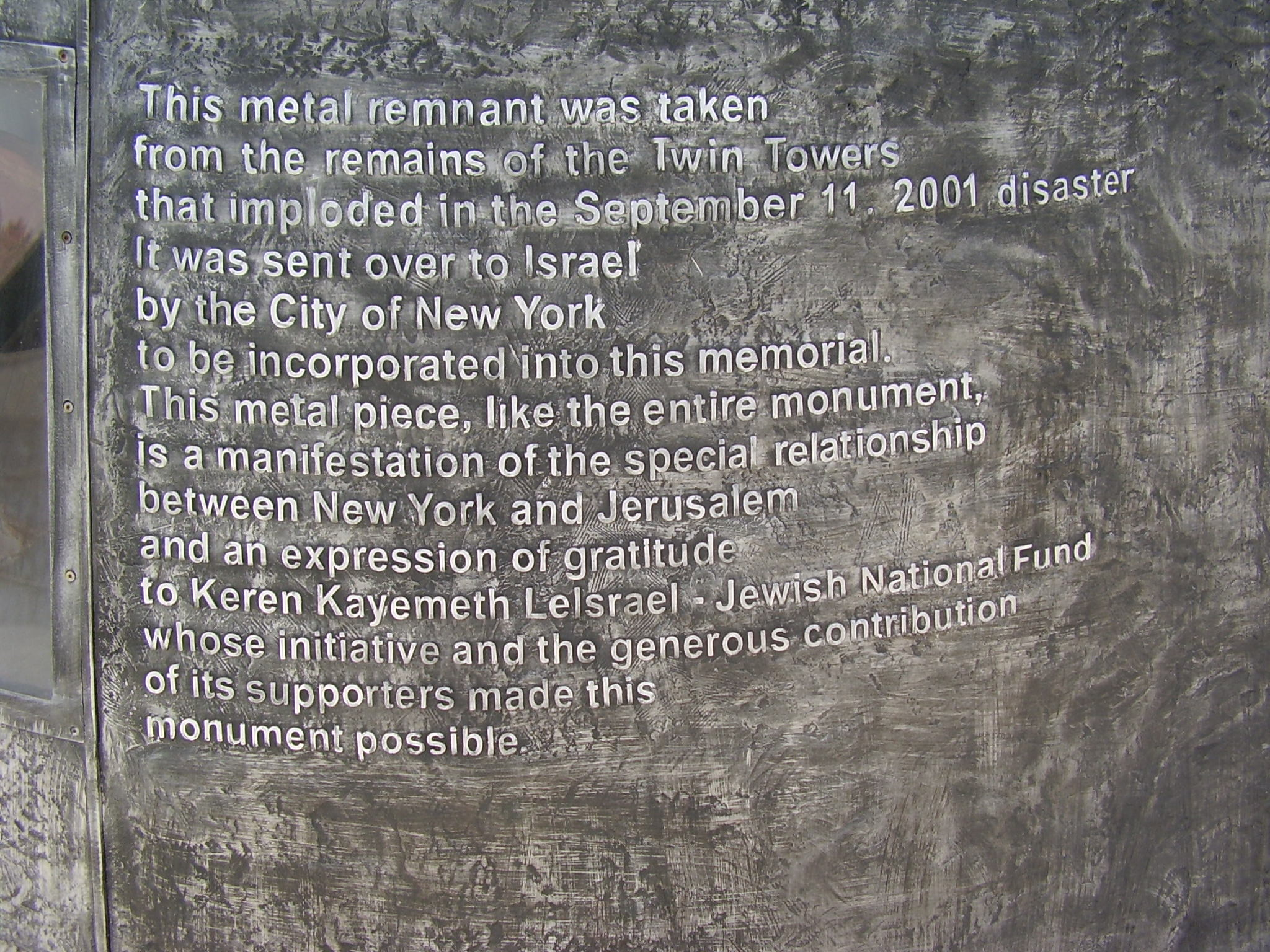
Inschriften auf dem Mahnmal
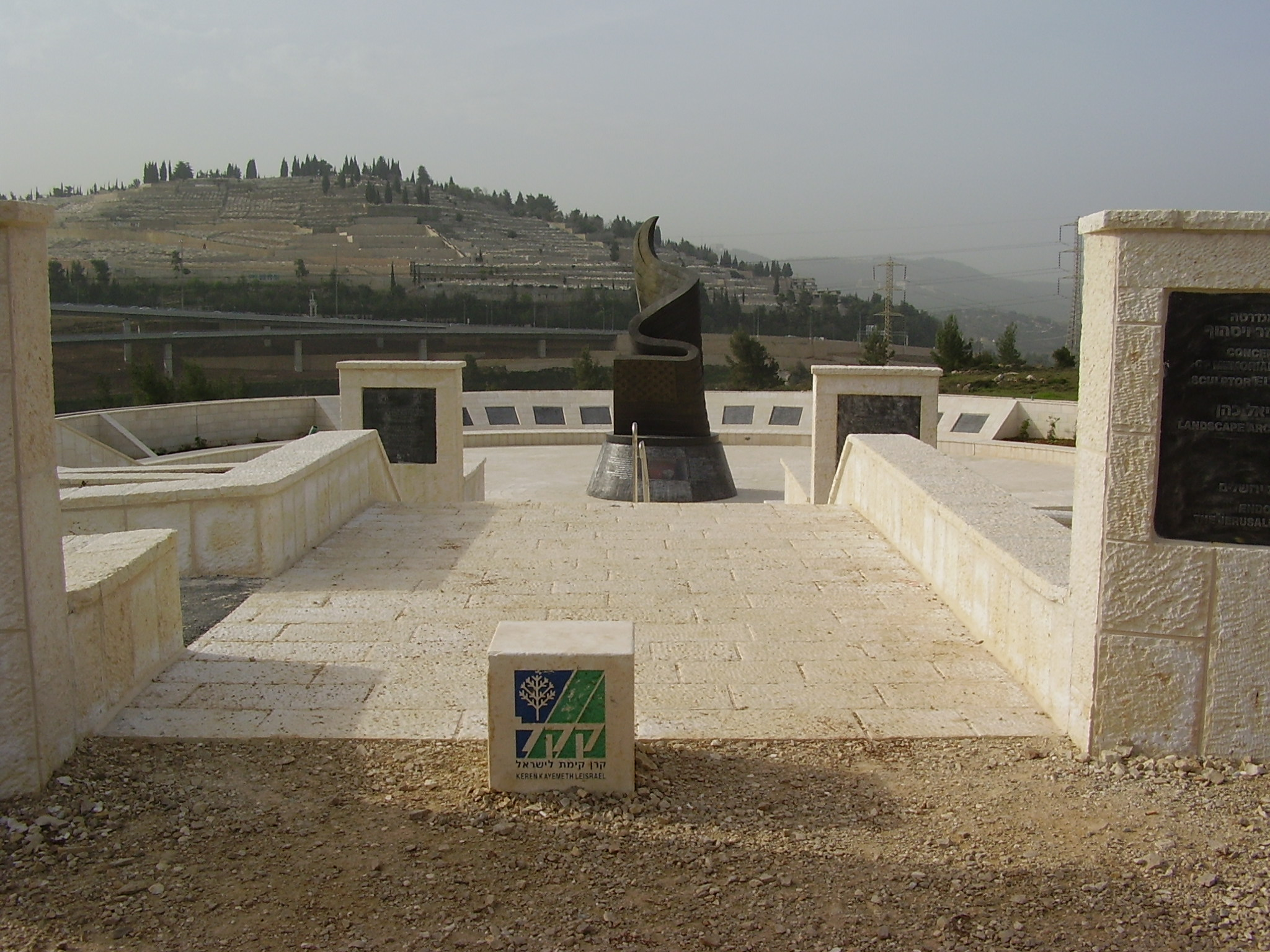
Ansicht der Gedenkstätte
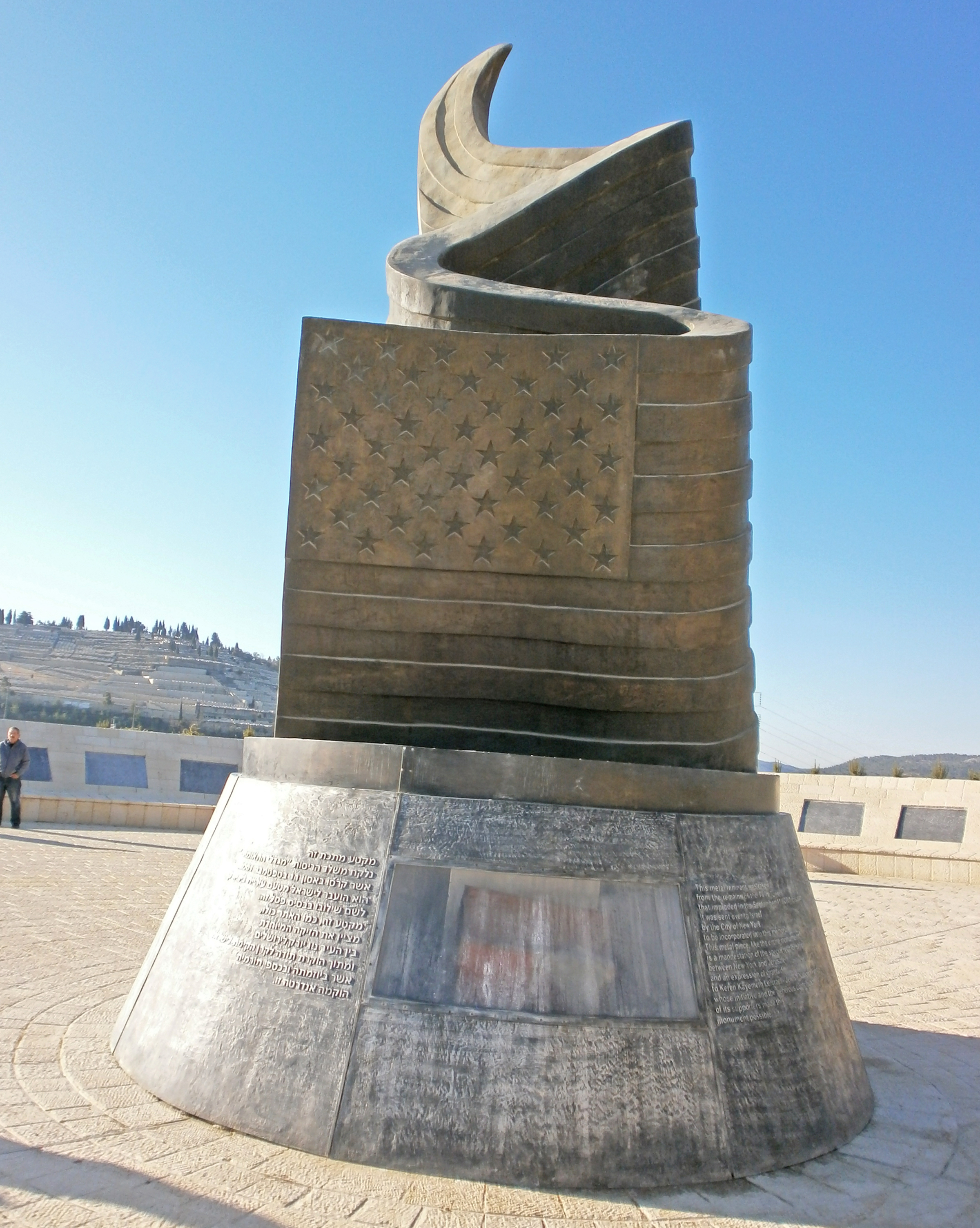
Ansicht des Mahnmals mit wehender US-Flagge